# 朝吹由紀子
朝吹 由紀子（あさぶき ゆきこ、1945年 - 2008年）は、フランス語の翻訳家。
日本橋学館大学人文経営学部助教授。
母・朝吹登水子の後を受けてフランソワーズ・サガンなどを翻訳した。

## 経歴
『フランス語の決まり文句』（実業之日本社、1972年）の裏表紙に掲載された「著者略歴」より
6歳の時より13年間フランス生活を送る。この間にバカロレアに合格し、パリ大学文学部（ソルボンヌ）へ入学、卒業。パリ大学文学部卒業後に慶應義塾大学大学院修士課程に進学。大学院修士課程でフランス文学研究の傍ら、慶應義塾女子高等学校のフランス語講師、フランス関係の著作の執筆、翻訳を行い、卒業後、フランスへ戻り、パリでの生活を送っていた。

## 家族・親族
朝吹登水子の最初の夫（日本人）との間に生まれる。
夫はフランス文学者で慶應義塾大学名誉教授の牛場暁夫。
息子は神経科学者で慶應義塾大学理工学部教授の牛場潤一。
朝吹英一、朝吹三吉、朝吹四郎は伯父。
詩人の朝吹亮二は従弟。
小説家の朝吹真理子は従姪。
祖父は朝吹常吉、祖母は朝吹磯子。
曽祖父に朝吹英二、長岡外史。曽祖叔父に野依範治。
野依良治は三従兄。

## 著書
- 『フランス語の決まり文句』（実業之日本社、実日新書） 1972

### 共著
- 『おしゃべりフランス語』（朝吹登水子共著、実業之日本社、実日新書） 1970
- 『パリを訪れて フランスに持って行くテキスト』（牛場暁夫共著、朝日出版社） 1995.4

## 翻訳
- 『白い糸で縫われた少女』（クレール・ガロワ、新潮社） 1971
- 『顔の上の霧の味』（アンヌ・エベール、講談社） 1976
- 『ミロとの対話 これが私の夢の色』（ジョアン・ミロ, ジョルジュ・ライヤール、美術公論社） 1978.4
- 『人間ゴッホ 麦畑の挽歌』（ヴィヴィアンヌ・フォレステール、美術公論社） 1987.6
- 『ジャンヌ』（ジャック・リヴェット原案、クリスティーヌ・ローラン, パスカル・ボニツェール脚本、角川文庫） 1995.4
- 『ぼくはこの足でもう一度歩きたい』（マルク・メルジェ、新潮社） 2002.7

### フランソワーズ・サガン
- 『愛と同じくらい孤独』（フランソワーズ・サガン、新潮社） 1976、のち文庫
- 『夏に抱かれて』（フランソワーズ・サガン、新潮社） 1988.8、のち文庫
- 『水彩画のような血』（フランソワーズ・サガン、新潮社） 1991.3、のち文庫
- 『愛という名の孤独』（フランソワーズ・サガン、新潮社） 1994.6、のち文庫
- 『愛をさがして』（フランソワーズ・サガン、新潮社） 1997.6

## 参考
- 『日本の有名一族』（小谷野敦、幻冬舎新書） 2007